# Équipe cycliste Weinmann
Weinmann  est une ancienne équipe cycliste belge ayant existé trois ans de 1989 à 1991.

## Évolution du nom de l'équipe
- 1989 Domex - Weinmann
- 1990 Weinmann

## Histoire de l'équipe
L'équipe était dirigé par trois directeurs sportifs, à savoir : Walter Godefroot, Jules De Wever et Patrick Lefevere. En 1990, elle remporte grâce à Adrie van der Poel sa principale victoire, l'Amstel Gold Race. La plupart des coureurs signent ensuite dans l'équipe belge Tulip Computers.

## Principaux coureurs
- Adrie van der Poel
- Carlo Bomans
- Beat Breu
- Thomas Wegmüller
- Wilfried Nelissen
- Michel Dernies

## Principales victoires

### Classiques
- Amstel Gold Race
  - 1990 Adrie van der Poel

### Autres courses
- 2 étapes sur le Tour de Suisse (2 en 1989) et le Classement général (1989)
- 2 étapes sur le Paris-Nice (1 en 1989 et 1 en 1990)
- 2 étapes sur le Tour de Belgique (1 en 1989 et 1 en 1990)
- 1 étape sur le Tour de Romandie (en 1990)
- Grand Prix des Nations (1989)